# Gadji Tallo
Gadji Celi Carmel Junior Tallo (Magbehigouepa, 21 dicembre 1992) è un calciatore ivoriano, di ruolo attaccante.

## Biografia
Lo zio, Saint-Joseph Gadji-Celi, è un ex calciatore della nazionale ivoriana.

## Carriera

### Club

#### Gli inizi
Nel 2008 viene tesserato dalla società italiana Chievo con la quale partecipa a due campionati Primavera. Nel gennaio del 2011 l'Inter lo preleva in prestito e, sotto la guida di Fulvio Pea, gioca poco. La squadra milanese decide quindi di non riscattarlo, così l'ivoriano passa alla Roma in prestito.
Dopo aver realizzato 17 reti in 16 presenze nel Campionato Primavera, esordisce in Serie A con la maglia numero 26 della prima squadra della Roma il 25 aprile 2012, sostituendo Gabriel Heinze nella partita persa dai giallorossi per 2-1 contro la Fiorentina. Il 9 marzo aveva ricevuto la prima convocazione da Luis Enrique. Nella gara successiva rileva Bojan Krkić nella partita contro il Napoli mentre la squadra stava perdendo 2-1: è lui l'autore dell'assist a Fábio Simplício per il gol del pareggio. A fine stagione la Roma esercità il diritto di riscatto sulla prima metà del cartellino, pagandola 0,25 milioni di euro.

#### I prestiti al Bari e in Corsica
Nella stagione 2012-2013 non trova spazio coi giallorossi e il 10 gennaio 2013 viene ceduto in prestito secco al Bari, in Serie B. Il 26 gennaio fa il suo esordio nella gara casalinga contro l'Ascoli, finita con la vittoria dei bianconeri. Il 9 marzo segna la sua prima doppietta tra i professionisti, decidendo la gara contro la Juve Stabia, finita 2 a 0 per i biancorossi. Conclude la stagione con 17 presenze e 3 reti. A fine stagione la Roma riscatta la seconda metà del suo cartellino dal Chievo, pagandola 1 milione di euro ed acquistando il giocatore a titolo definitivo.
Il 25 agosto 2013 è in panchina nella prima giornata di campionato della Roma, per poi trasferirsi, in prestito secco all'Ajaccio. Esordisce il 14 settembre con un gol, contro l'Evian, gara vinta dai corsi per 3 a 2. Il 2 marzo 2014 realizza la sua prima doppietta nella Ligue 1 che non basta all'Ajaccio per evitare la sconfitta contro il Lille. Conclude la stagione con 23 presenze e 8 reti
il 26 giugno 2014 passa in prestito con diritto di riscatto al Bastia. Fa il suo debutto stagionale il 9 agosto nel 3 a 3 interno contro l'Olympique Marsiglia, gara dove segna la sua prima rete stagionale. L'8 novembre, una sua doppietta regala la vittoria contro il Montpellier, gara terminata 2 a 0 per il Bastia.

#### Lille e Amiens
Il 15 luglio 2015 viene ceduto a titolo definitivo al Lille, con cui firma un quadriennale.
Il 30 gennaio 2017 passa in prestito con diritto di riscatto all'Amiens.

#### Vitória Guimarães
Dopo aver rescisso il contratto che lo legava al Lille, il 12 settembre si lega con un triennale al Vitória Guimarães.

### Nazionale
Nel 2010 esordisce con la nazionale ivoriana Under-20 nelle qualificazioni della Coppa delle Nazioni Africane 2011 di categoria, con cui colleziona tre presenze e un gol.
Successivamente viene convocato dall'Under-23 per la partita contro il Marocco. Debutta con la nazionale maggiore l'11 ottobre 2014 contro la nazionale congolese e viene convocato dal CT Hervé Renard per la Coppa d'Africa 2015, vinta ai rigori nonostante il suo errore dal dischetto.

## Statistiche

### Presenze e reti nei club
Statistiche aggiornate al 11 febbraio 2018.
| Stagione        | Squadra           | Campionato      | Campionato | Campionato | Coppe nazionali | Coppe nazionali | Coppe nazionali | Coppe continentali | Coppe continentali | Coppe continentali | Altre coppe | Altre coppe | Altre coppe | Totale | Totale |
| Stagione        | Squadra           | Comp            | Pres       | Reti       | Comp            | Pres            | Reti            | Comp               | Pres               | Reti               | Comp        | Pres        | Reti        | Pres   | Reti   |
| --------------- | ----------------- | --------------- | ---------- | ---------- | --------------- | --------------- | --------------- | ------------------ | ------------------ | ------------------ | ----------- | ----------- | ----------- | ------ | ------ |
| 2011-2012       | Roma              | A               | 3          | 0          | CI              | 0               | 0               | UEL                | 0                  | 0                  | -           | -           | -           | 3      | 0      |
| 2012-gen. 2013  | Roma              | A               | 0          | 0          | CI              | 0               | 0               | -                  | -                  | -                  | -           | -           | -           | 0      | 0      |
| Totale Roma     | Totale Roma       | Totale Roma     | 3          | 0          |                 | 0               | 0               |                    | 0                  | 0                  |             | -           | -           | 3      | 0      |
| gen.-giu. 2013  | Bari              | B               | 17         | 3          | CI              | 0               | 0               | -                  | -                  | -                  | -           | -           | -           | 17     | 3      |
| 2013-2014       | Ajaccio           | L1              | 23         | 7          | CF+CdL          | 0               | 0               | -                  | -                  | -                  | -           | -           | -           | 23     | 7      |
| 2014-2015       | Bastia            | L1              | 16         | 4          | CF+CdL          | 1+0             | 0               | -                  | -                  | -                  | -           | -           | -           | 17     | 4      |
| 2015-2016       | Lille             | L1              | 23         | 0          | CF+CdL          | 1+3             | 1+0             | -                  | -                  | -                  | -           | -           | -           | 27     | 1      |
| 2016-gen. 2017  | Lille             | L1              | 0          | 0          | CF+CdL          | 0               | 0               | -                  | -                  | -                  | -           | -           | -           | 0      | 0      |
| Totale Lille    | Totale Lille      | Totale Lille    | 23         | 0          |                 | 4               | 1               |                    | -                  | -                  |             | -           | -           | 27     | 1      |
| gen.-giu. 2017  | Amiens            | L1              | 11         | 1          | CF+CdL          | 0               | 0               | -                  | -                  | -                  | -           | -           | -           | 11     | 1      |
| set. 2017-2018  | Vitória Guimarães | PL              | 14         | 1          | TdP+TdL         | 2+2             | 1+0             | UEL                | 0                  | 0                  | SP          | -           | -           | 0      | 0      |
| Totale carriera | Totale carriera   | Totale carriera | 93         | 15         |                 | 5               | 1               |                    | 0                  | 0                  |             | -           | -           | 98     | 16     |

### Cronologia presenze e reti in nazionale
| Cronologia completa delle presenze e delle reti in nazionale ― Costa d'Avorio | Cronologia completa delle presenze e delle reti in nazionale ― Costa d'Avorio | Cronologia completa delle presenze e delle reti in nazionale ― Costa d'Avorio | Cronologia completa delle presenze e delle reti in nazionale ― Costa d'Avorio | Cronologia completa delle presenze e delle reti in nazionale ― Costa d'Avorio | Cronologia completa delle presenze e delle reti in nazionale ― Costa d'Avorio | Cronologia completa delle presenze e delle reti in nazionale ― Costa d'Avorio | Cronologia completa delle presenze e delle reti in nazionale ― Costa d'Avorio |
| Data                                                                          | Città                                                                         | In casa                                                                       | Risultato                                                                     | Ospiti                                                                        | Competizione                                                                  | Reti                                                                          | Note                                                                          |
| ----------------------------------------------------------------------------- | ----------------------------------------------------------------------------- | ----------------------------------------------------------------------------- | ----------------------------------------------------------------------------- | ----------------------------------------------------------------------------- | ----------------------------------------------------------------------------- | ----------------------------------------------------------------------------- | ----------------------------------------------------------------------------- |
| 11-10-2014                                                                    | Kinshasa                                                                      | RD del Congo                                                                  | 1 – 2                                                                         | Costa d'Avorio                                                                | Qual. Coppa d'Africa 2015                                                     | -                                                                             | 75’                                                                           |
| 14-11-2014                                                                    | Freetown                                                                      | Sierra Leone                                                                  | 1 – 5                                                                         | Costa d'Avorio                                                                | Qual. Coppa d'Africa 2015                                                     | -                                                                             | 82’                                                                           |
| 11-1-2015                                                                     | Abu Dhabi                                                                     | Costa d'Avorio                                                                | 1 – 0                                                                         | Nigeria                                                                       | Amichevole                                                                    | -                                                                             | 46’                                                                           |
| 24-1-2015                                                                     | Freetown                                                                      | Costa d'Avorio                                                                | 1 – 1                                                                         | Mali                                                                          | Coppa d'Africa 2015 - 1º turno                                                | -                                                                             | 84’                                                                           |
| 28-1-2015                                                                     | Malabo                                                                        | Camerun                                                                       | 0 – 1                                                                         | Costa d'Avorio                                                                | Coppa d'Africa 2015 - 1º turno                                                | -                                                                             | 60’                                                                           |
| 1-2-2015                                                                      | Malabo                                                                        | Costa d'Avorio                                                                | 3 – 1                                                                         | Algeria                                                                       | Coppa d'Africa 2015 - Quarti di finale                                        | -                                                                             | 90’                                                                           |
| 8-2-2015                                                                      | Bata                                                                          | Costa d'Avorio                                                                | 0 – 0 dts (9 – 8 dtr)                                                         | Ghana                                                                         | Coppa d'Africa 2015 - Finale                                                  | -                                                                             | 120’                                                                          |
| 29-3-2015                                                                     | Abidjan                                                                       | Costa d'Avorio                                                                | 1 – 1                                                                         | Guinea Equatoriale                                                            | Amichevole                                                                    | -                                                                             | 85’                                                                           |
| Totale                                                                        |                                                                               | Presenze                                                                      | 8                                                                             |                                                                               | Reti                                                                          | 0                                                                             |                                                                               |

## Palmarès

### Club

#### Competizioni giovanili
- Coppa Italia Primavera: 1

Roma: 2011-2012

#### Competizioni nazionali
- Coppa d'Ungheria: 1

Újpest: 2020-2021

### Nazionale
- Coppa d'Africa: 1

Guinea Equatoriale 2015